# EuroParcs
EuroParcs is een Nederlands bedrijf uit Amersfoort dat zich specialiseert in het ontwikkelen en beheren van vakantieparken.

## Geschiedenis
De in Otterlo opgegroeide Wim Vos begon rond 1980 met vakantieonderkomens. Aanvankelijk lag daarbij de nadruk op aluminium stacaravans. In de jaren 1980 exploiteerde hij een tiental stacaravanparken. Na 2000 kocht hij een aantal vakantieparken; Ruighenrode in Lochem, Brunssheim te Brunssum, Hommelheide bij Susteren, Villapark De Rijp, Recreatie- & Watersportcentrum De Biesbosch nabij Dordrecht, Reestervallei te IJhorst, Resort Poort van Amsterdam, Resort Poort van Zeeland en De Hooghe Bijsschel te Nunspeet.
In 2005 kwam de zoon van de oprichter, Wim Vos jr., in de directie en in 2009 trad ook de tweede zoon, Wouter Vos, toe. Beiden dragen sinds 2016 de volledige verantwoordelijkheid voor de bedrijfsvoering. Inmiddels is Wim Vos afgetreden. Wouter Vos is nog steeds CEO. 
EuroParcs kocht in 2015 grond op Bonaire. Hier worden onder de naam Resort Bonaire 114 appartementen verhuurd. Resort Bonaire is verkocht in 2023. Sinds 2016 worden alle parken geëxploiteerd onder het label EuroParcs. In datzelfde jaar was er controverse naar aanleiding van een reportage van het televisieprogramma Radar die de verkoopmethoden van vakantiewoningen onder het licht hield. In 2018 had het bedrijf een dispuut met de gemeente Dronten over werken zonder vergunning op camping Riviera Beach.

### Groei
Investeerder Waterland Private Equity Investments nam in 2019 een meerderheidsbelang in EuroParcs.  De gebroeders Vos wilden meer vakantiehuizen kunnen aanbieden en concurrenten in binnen- en buitenland overnemen. EuroParcs telde 18 vakantieparken toen Waterland in 2019 het belang nam en vijf jaar later was dit gegroeid naar zestig parken, waarvan zestien in het buitenland.
In 2020 nam het bedrijf concurrent Droomparken over. De naam Droomparken bleef nog bestaan, ook op de shirts van voetbalclub Feyenoord waar het bedrijf hoofdsponsor was ten tijde van de overname. EuroParcs zou het sponsorcontract per het seizoen 2021/22 overnemen en daardoor op de shirts vermeld worden.
In 2021 opende het bedrijf een kantoor in Keulen met het oog op de Duitstalige markt. In dat jaar werd ook duidelijk dat Europarcs financiële problemen had.
In 2022 dreigde de gemeente met de sluiting van EuroParcs Resort in Kaatsheuvel na screening door Bureau Bibob. Er zou sprake zijn van ernstig gevaar voor het plegen van strafbare feiten. De gemeente sloot het park nog niet, maar gaf EuroParcs een jaar de tijd om 'het beschaamde vertrouwen te herstellen'. Ook op andere plaatsen kreeg het bedrijf dat jaar met onderzoek door gemeente, banken en justitie naar haar handel en wandel te maken.
In december 2023 is het bedrijf verhuisd van Apeldoorn naar Amersfoort.
In september 2024 hebben aandeelhouders geld moeten bijstorten. EuroParcs had meer dan 200 miljoen euro schuld uitstaan bij het Amerikaanse bedrijf Ares en de Nederlandse banken Rabobank en ABN Amro. De schuldeisers hebben na maanden onderhandelen de aandeelhouders gedwongen om miljoenen euro bij te storten om het bedrijf te laten overleven.
Per 1 november 2024 werd de familie Vos uitgekocht door Waterland. De koopsom is onbekend en de familie blijft eigenaar van drie vakantieparken.

## Weldadigheid
De EuroParcs Charity Foundation is een stichting die is opgericht om mindervaliden en gezinnen met ernstig zieke kinderen een vakantie te bieden. Men kan gratis in speciaal daarvoor beschikbaar gestelde onderkomens van EuroParcs komen logeren. De stichting opereert onafhankelijk, maar EuroParcs is wel de belangrijkste sponsor. Het bestuur wordt gevormd door drie leden van de familie Vos.